# もののけもの
『もののけもの』は、ゴツボ×リュウジによる日本の学園妖怪ギャグ漫画。

## 概要
「月刊少年エース」で2006年9月号から2008年9月号まで連載。全4巻、25話。話数の単位は「第（数字）怪」。
滋賀県の田舎を舞台に、都会育ちの冷めた少年イブキとその幼馴染、どこか間抜けなもののけ達の物語。「人間ともののけの共存」をテーマにしながらも、第1巻帯に「どヲでも いい青春」とあるように、ワリと適当にゆるいストーリーが展開される。

## 設定
- もののけもの - 人間ともののけの調和を保つ者。大天狗によって任命される。霊峰伊吹山から都（京都）へと流れゆく妖気を管理統制するのが本来の役割。
- 伊吹木山町（いぶきやまちょう） - 滋賀県東部、伊吹山麓の架空の田舎町。本作の舞台。ナメラスジ（妖怪の通り道）が交じり合っている。
- 民俗学研究部 - 滋賀県立伊吹木山中学校にある、郷土史や民間伝承等を研究する部。実際はニコ達の放課後の暇潰し部以外の何モノでもない。略して民研部。
- 物部家 - もののけものの仕事を代々受け継いできた一族。ニギハヤヒの末裔らしい。黒野家は分家。
- 忌部家 - 物部家を補佐する一族。役人などをパトロンに付けてきたが、時代の流れで勢力衰退中。

## 登場人物

### 民研部
物部伊吹（もののべ いぶき）
第126代もののけもの。中学2年生。家庭の事情で東京に引っ越していたが、祖母唄子の死去を契機に滋賀へ戻ってきた。常識人かつイケメンかつ勉学スポーツ優秀で、転校してすぐ学校の人気者となった。「都会のコンクリートジャングル」に住んでいたためスーパードライな性格をしているが、たまに仲間思いな一面や熱い一面も見せる。もののけものとしての活動にはやる気がなく、いつも「メンドクセ」とこぼすが、何だかんだで役目を果たす。終盤ではもののけものの真の力が覚醒し、その体にニギハヤヒを降ろせるようになった。
醒井二子（さめがい にこ）
イブキの幼馴染。オカルト的なものが好きな、明るく元気な女の子。民研部の実質的部長で、イブキを強引に入部させた。イブキにほのかな恋心を抱く。くわんに憑かれているため、華奢な体に似合わぬ大食い。名前の由来は母が好きな「刑事ニコ/法の死角」から。
醒井銀次（さめがい ぎんじ）
イブキの幼馴染で、ニコとはいとこ同士。リーダー体質のイブキに憧れ「正義の番長」を目指すファッションヤンキーだが、弱い。小動物をよく拾ってくる心優しい少年で、現在は鵺を「ポチ」と名付けて飼っている。ケータイ小説のヒットメーカーでもある。
黒野黒絵（くろの くろえ）
黒野家の第126代もののけもの（自称）。もののけものの才能は唄子以上だが、本番に激弱なためなかなか実力を発揮できない。友達の1人も作らずもののけもの修行に励んだため、社交性に乏しく捻くれた性格をしているが、「友達になってあげる」と言ったニコ達民研部のメンバーには心を開いている。アニメ好きだが、アニメという作品媒体自体が好きで萌え系は苦手。カミナを「姐やん」と呼び慕っている。名前の由来は祖父が好きな「北の国から」の田中邦衛から（祖父は「クニエ」を「クロエ」だと勘違いしていた）。
ピーター倉内（- くらうち）
部長。フランス人とのクオーターで金髪美形の帰国子女。アニメ好きだが、萌え重視なためクロエとは反りが合わない。手の甲に薔薇十字の模様がある魔法使いの家系の末裔だとか、そうでないとか。
名古屋アキラ（なごや -）
通称なごやん。民研部の名ばかり顧問。生徒から人気があるが、学校内で隠れ喫煙したりするダメ教師。モンスターペアレントとのもめ事で失職した。意外と武闘派。

### 物部家
物部唄子（もののべ うたこ）
イブキの祖母で、先代もののけもの。「人やもののけも自然の一部」と言って人間ともののけの融和を説く有能なもののけものだったが、そのやり方を忌部家は「ゆるい」として反発していた。朗らかな性格で、結構適当。
張 東玄（ちゃん どんひょん）
通称ひょんさん。唄子の内縁の夫。日本語が流暢な韓国人留学生らしいが、町のアイドルだったり、イブキ達のピンチにタイミングよく助っ人に現れたり、妖怪総大将だったりする謎だらけの人物。
イブキの父
当時16歳だったカミナに手を出し、イブキを作ってしまったダメ親父。民俗学者らしい。
物部上南（もののべ かみな）
イブキの産みの母。無類の酒好きで、闘争本能の塊。忌み子として忌部家に捨てられたのを唄子に拾われ、厳しく育てられた。師匠唄子を倒そうとイブキの幼少時に修行に出たため、イブキの記憶にはなかった。

### 黒野家
クロエの祖父
一流のもののけものを目指していたが、才能がなく、「妖怪＝悪」と決めつけていたため、もののけものに選ばれなかった。もののけものになる夢を捨てきれず、今も橋の下の秘密基地でクロエと修行を続けている。
黒野白衛（くろの しろえ）
クロエの父。またの名をシロエ・ブラックフィールド大導師。父（＝クロエ祖父）と違い現実主義者で、もののけものにはならず、今を時めくウルトラスペシャル超ハイパーマグナムギャラクティカウルトラスピリチュアル占いカウンセラーとして詐欺師まがいの金儲けに走っている。筋金入りの親バカだが、仕事が楽しくてついつい躾をサボってしまったアレな人。

### 忌部家
忌部神（いみべ かむら）
忌部家次期統主。第121代もののけもの。カミナの双子の姉で、イブキの伯母に当たる。おかっぱ眉なしメガネっ娘。制服姿でイブキ達の前に現れたが、その正体は30歳にして筋金入りのコスプレイヤー。カマイタチを使役し、槍型の神剣で戦う。普段は町役場に勤める。
忌部宿禰（いみべ すくね）
忌部家現統主。カムラとカミナの父で、イブキの祖父に当たる。忌部家再興のため、ニギハヤヒを降ろせるようになったイブキ達を「バケモノ」に仕立て上げ、お上に忌部家の必要性を説こうと画策する。
忌部七本槍（いみべしちほんやり）
忌部家の精鋭部隊7人衆だが、就職や結婚などで現在は長ランの神太郎（じんたろう）とロンスカの神子（かのこ）の2人のみ。かつてはカムラやカミナも所属していた。

### 主なもののけ
猫又
もののけものをサポートする妖怪。語尾に「ニャ」を付けるが、たまに付け忘れたり「ニョ」になったりするいい加減さ。イブキの猫又は千代錦（額にC）、クロエの猫又は景千代（額にB）、クロエ祖父の猫又は菊千代（額に☆、顎には髭を生やす）、カムラの猫又は千代の富士（何故か土佐犬姿）。
大天狗
山の主にして、もののけものの証である「神剣」の管理者。物語が始まってすぐ長期休暇に入り、結局最終回まで帰ってこなかった。
龍だまし
龍のフリをして供物や食料を頂くセコい妖怪。イブキが最初に対決したもののけ。
鵺
雷獣。ギンに拾われ、よくなついている。かなりデフォルメされた可愛い外見だが、腹黒い。「キュ」と鳴く。
くわん
人を大食いにさせる妖怪。といってもニコにとって害のある存在ではなく、ニコはくわんと共存していくことを決意する。
ヴラッド＝ツェッペリン
ニコを連れ去ったイケメン吸血鬼。自らストーカーと公言する変態。不死者であることに疲れ、自らを殺してくれる存在を求めていたが、結局恐くなってやめた。
ニギハヤヒ
天孫より先に大和を支配したとされる神。本作では伊吹山の大蛇神で、その姿は巨大ツチノコ。真のもののけものはその体にニギハヤヒを降ろし戦うことが出来る。愛称は「ニギー」。

## 単行本
装幀・デザインは神宮司訓之が担当。巻末にはオマケマンガがあるが、第3巻ではゴツボナオによる読み切り外伝「もののけもにょ」（「月刊少年エース8月号増刊エースアサルト 2007 SUMMER」掲載）を掲載している。
- 第1巻 2007年2月26日発行 ISBN 4047139041
- 第2巻 2007年8月25日発行 ISBN 4047139599
- 第3巻 2008年3月26日発行 ISBN 4047150312
- 第4巻 2008年9月26日発行 ISBN 4047151025